# 赫尔河畔斯欣

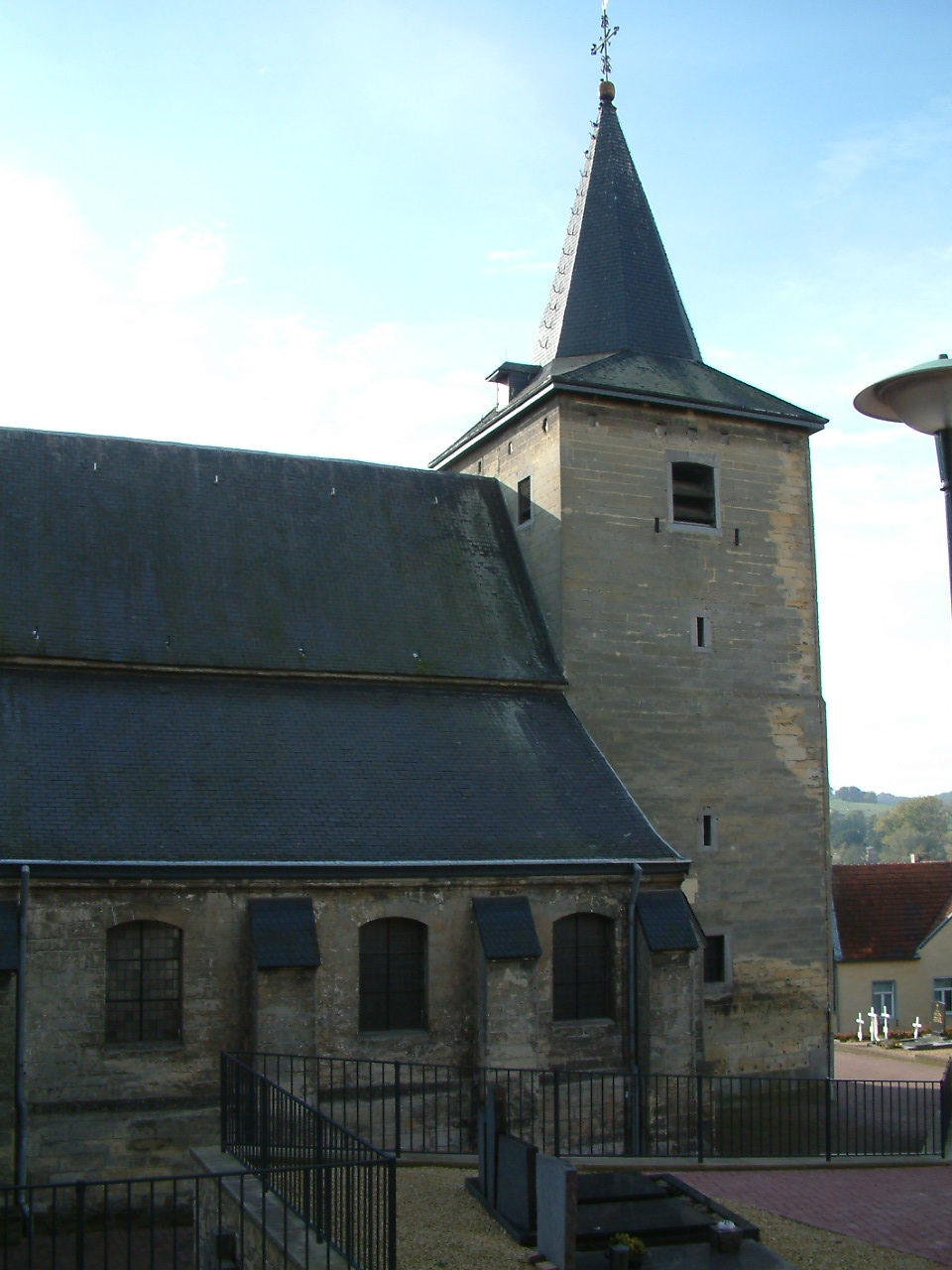

50°51′18″N 5°52′16″E / 50.85500°N 5.87111°E
赫尔河畔斯欣（荷蘭語：Schin op Geul）是荷蘭的城鎮，位於該國東南部，由林堡省負責管轄，面積6.91平方公里，鎮上的教堂以羅曼式建築建成，2006年人口為1,680。